# Concejo Regional Hevel Eilot
Hevel Eilot (en hebreo: מועצה אזורית חבל אילות, transliterado: Moatzá Azorit Hevel Eilot) es un consejo regional del distrito meridional de Israel. El Concejo Regional Hevel Eilot sirve a las siguientes comunidades:

### Asentamientos
| Nombre    | Hebreo   |
| --------- | -------- |
| Be'er Ora | באר אורה |
| Shitim    | שיטים    |
| Shaharut  | שחרות    |

### Kibutzim
| Nombre      | Hebreo    |
| ----------- | --------- |
| Elifaz      | אליפז     |
| Eilot       | אילות     |
| Grofit      | גרופית    |
| Lotan       | לוטן      |
| Neot Smadar | נאות סמדר |
| Neve Harif  | נווה חריף |
| Ketura      | קטורה     |
| Samar       | סמר       |
| Yahel       | יהל       |
| Yotvata     | יטבתה     |